# Edward Wright (Kartograf)

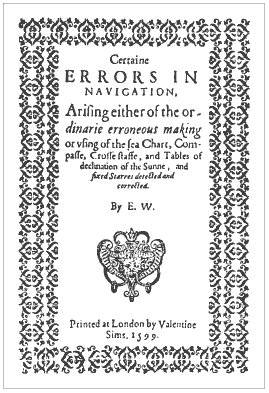
Edward Wright: Certaine Errors in Navigation

Edward Wright (getauft 8. Oktober 1561 in Garveston, Norfolk; † November 1615 in London) war ein englischer Mathematiker und Kartograf.
Wright legte in seinem Buch „Certaine Errors in Navigation“ (deutsch etwa: „Fehler der (See-)Navigation“), das er im Jahr 1599 veröffentlichte, den Grundstein für die mathematischen Grundlagen der Mercator-Projektion. Außerdem veröffentlichte er verschiedene Berechnungstabellen, mit denen es zum ersten Mal möglich war, Karten mit dieser Projektion zu erstellen und zu benutzen.

## Leben
Wright kam aus bescheidenen Verhältnissen in Norfolk und studierte an der University of Cambridge (Gonville and Caius College), erhielt 1584 den M. A. Abschluss und wurde dort 1587 Fellow, was er bis 1596 blieb. Er befreundete sich in Cambridge mit Robert Devereux, 2. Earl of Essex, dem Astrologen Christopher Heydon und mit Henry Briggs.  Ab 1589 war er am College beurlaubt, um im Auftrag der Königin Elisabeth I. Karten zu erstellen, zuerst in Zusammenhang mit einer Kaperfahrt des Earl of Cumberland zu den Azoren gegen die Spanier 1589, die er auch in seinem Buch Certaine Errors von 1599 veröffentlicht. Im selben Jahr veröffentlichte er die erst englische Weltkarte (mit dem Globenhersteller Emery Molyneux, veröffentlicht in Richard Hakluyt Principal Navigations, Voyages... 1599), die auch die erste Karte nach Gerhard Mercator (ursprünglich 1569) war, die dessen Mercator-Projektion verwandte, die vom Mittelpunkt der Erdkugel auf den diese im Äquator berührenden Zylinder projiziert. Mercator selbst hatte die Details seiner Methode nicht veröffentlicht, was Wright in Form einer detaillierten Tabelle nachholte, die es nachfolgenden Kartographen auf einfache Weise möglich machte, eine solche Projektionskarte zu erstellen. In der Tabelle stand zu der jeweiligen geographischen Breite der zugehörige Abstand vom Äquator auf der Karte. In der zweiten Auflage 1610 erweiterte er die Tabelle auf 23 Seiten mit Einträgen, die 1 Bogenminute Breitendifferenz entsprachen.

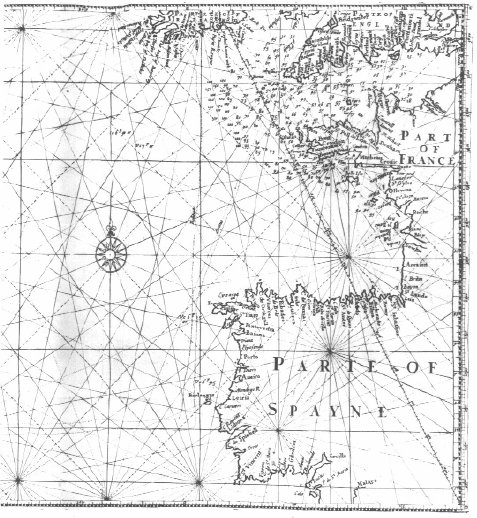
Karte für die Reise zu den Azoren von Wright 1599

In der zweiten Auflage waren auch weitere Navigationshilfsmittel wie Korrekturen für den Magnetkompass und eine Übersetzung des Navigationshandbuchs von Rodrigo Zamorano.
Verschiedene Teile seines Handbuchs wurden ohne seine Erlaubnis verwendet und nachgedruckt, so benutzte der Holländer Jodocus Hondius das Verfahren für seine Amsterdamer Weltkarte von 1597, nachdem er sich ein Manuskript von Wright ausgeborgt und versprochen hatte, gerade dies nicht zu tun.
Auf der Expedition zu den Azoren nannte er sich Captain Edwarde Carelesse (alias Wright), und er ist möglicherweise auch mit dem Kapitän der Hope Edward Careless auf der Expedition von Francis Drake 1585/86 in die Karibik identisch. Dabei wurden die Kolonisten zurückgeholt, die unter Walter Raleigh nach Virginia gegangen waren, darunter der Mathematiker Thomas Harriot. Seine Beteiligung ist aber umstritten und überhaupt seine Teilnahme an weiteren Seeexpeditionen nach seiner Teilnahme an Cumberlands Azoren-Expedition nicht sicher belegt.
1589 war er wieder in Cambridge und bald darauf in London (nachgewiesen 1594), wo er Beobachtungen mit Heydon machte und 1595 die Witwe Ursula Warren († 1625) heiratete. Sie war eine Tochter von Augustin Bernher und hatte 1585 in St Stephen, London, in erster Ehe den Tuchmacher Michael Warren geheiratet. Mit Ursula hatte Edward Wright mehrere Kinder, von denen nur ein Sohn Samuel (1596–1616) ein höheres Alter erreichte, er studierte ebenfalls in Cambridge.
Um 1595 wurde er Mathematical Lecturer der City of London und gab daneben Privatunterricht.

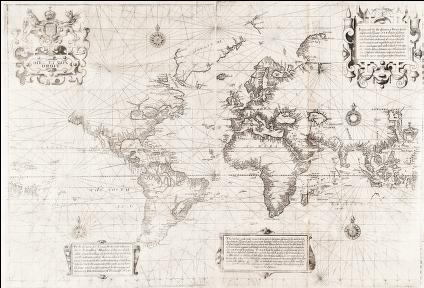
Weltkarte 1599, Molyneux-Wright

Er war auch Landvermesser, unter anderem im Auftrag von Hugh Myddleton für den rund 60 km langen Kanal (New River Project) von Ware (Hertfordshire) nach London (Islington), der 1608 bis 1613 gebaut wurde und noch heute der Wasserversorgung von London dient. Er war der Erste, der Perspektivgläser auf seinen Vermessungsinstrumenten anbrachte (die allerdings nicht mit den Teleskopen identisch waren, die Ende des 17. Jahrhunderts aufkamen).
1608 bis 1609 unterrichtete er Henry Frederick Stuart, den Prince of Wales (Sohn von Jakob I.) in Mathematik – dieser starb aber bereits 1612. Für Wright war das ein schwerer Schlag, da er dessen Bibliothekar werden sollte. Er entwarf und baute Instrumente für die Navigation (wie den Sea-Ring für den Kompass), Astrolabien, ein Armillarsphäre (für Prinz Henry, die die Bewegung der Himmelskörper simulierte, worüber er auch ein Buch schrieb) und Pantografen. Anfang des 17. Jahrhunderts gab er auch Navigationsunterricht für Seeleute in London, zuerst im Haus des Kaufmanns Thomas Smyth, dann im Auftrag der East India Company. Das scheint auch seine letzte Einnahmequelle gewesen zu sein, die ihm 50 Pfund pro Jahr brachte.
Wright übersetzte 1599 De Havenvinding von Simon Stevin ins Englische (The Haven-finding Art, or The Way to Find any Haven or Place at Sea, by the Latitude and Variation) und schrieb ein Vorwort zu De Magnete von William Gilbert (1600). Möglicherweise hatte er auch Anteil an den Abschnitten über Kompasskorrekturen. 1605 veröffentlichte er eine Neuausgabe von The Safegarde of Saylers, ein verbreitetes Navigationshandbuch, das Robert Norman aus dem Holländischen übersetzte.
Er übersetzte das Buch von John Napier über Logarithmen (1614) aus dem lateinischen Original ins Englische, es erschien aber erst postum 1616.

## Schriften
- Certaine Errors in Navigation, arising either of the Ordinarie Erroneous Making or Vsing of the Sea Chart, Compasse, Crosse Staffe, and Tables of Declination of the Sunne, and Fixed Starres Detected and Corrected. London: Valentine Sims 1599, 2. Auflage 1610, 3. Auflage 1657
- The Description and Use of the Sphære, 1613, weitere Auflage 1627 (Nachdruck Da Capo 1969)
- A Short Treatise of Dialling Shewing, the Making of All Sorts of Sun-dials..., 1614

Dazu kommen verschiedene oben erwähnte Übersetzungen und Herausgeberschaften.